# 아리안 라인하트
아리안 라인하트(Ariane Rinehart, 1994년 4월 13일 ~ )는 미국의 배우, 영화배우이다.
세인트루이스에서 태어났다.

## 영화
- 노아 (2014년) - 이브 역